# 1431 en santé et médecine
| Années de la santé et de la médecine : 1428 - 1429 - 1430 - 1431 - 1432 - 1433 - 1434    |
| Décennies de la santé et de la médecine : 1400 - 1410 - 1420 - 1430 - 1440 - 1450 - 1460 |

Cet article présente les faits marquants de l'année 1431 en santé et médecine.

## Événements
- 24-25 février : Jeanne d'Arc, malade dans sa prison du château de Rouen, reçoit les soins de Jean Tiphaine, en présence de Guillaume de La Chambre (v. 1383-1450) et Guillaume Desjardins (v. 1370-1438), maîtres en médecine, « et de plusieurs autres[1] ».
- 5 mai : fondation par Jean de Montaigu de l'hôpital du Saint-Sépulcre de Salins en Franche-Comté qui, comme les autres établissements de la ville, est conçu pour accueillir de préférence les « pauvres menus ouvriers de la saline méritants » et que les blessures, la maladie ou le grand âge rendent incapables de travailler[2].
- 29 mai : fondation par le pape Eugène IV, confirmée l'année suivante 1432 par le roi Charles VII, de l'université de Poitiers qui comprend dès l'origine cinq facultés, parmi lesquelles figure la faculté de médecine[3].
- 20 août : fondation à Aalborg au Danemark, par Maren Hemmingsdatter, d'une maison de charité vouée à l'accueil de malades et de vieillards indigents, confiée en 1451 aux hospitaliers du Saint-Esprit, restée en service jusqu'en 1953 et dont les bâtiments accueillent aujourd'hui une maison de retraite administrée par un conseil composé à la fois de laïcs et de religieux[4].
- Création à Buckingham, en Angleterre, d'une maison d'aumône pour six indigents, dite Barton's Hospital, du nom de son fondateur[5].
- Le roi Jean Ier réforme l'enseignement de la médecine au Portugal[6].
- Fondation de la faculté de médecine de l'université de Rome « La Sapienza »[7].
- Fondation par Henri VI, roi d'Angleterre et duc de Normandie, de l'université de Caen, où seul le droit est enseigné à l'origine, et où les autres facultés, dont celle de médecine, ne s'ouvriront qu'en 1437[8].
- 1427-1431 : construction à Lille de l'hôpital Saint-Jacques, fondé par Isabelle de Portugal, comtesse de Flandre, à l’initiative de la confrérie de Saint-Jacques, pour recevoir les pèlerins de Compostelle[9],[10].

## Publication
- Jean Ganivet (mort en 1446), franciscain de Vienne, compose l’Amicus medicorum[11], traité d'astrologie médicale inspiré du Judicium de urina non visa (1220) de Guillaume l'Anglais[12].